# 더 나은 반
《더 나은 반》(영어: The Better Half 더 베터 하프[*])는 2017년 방영된 필리핀의 드라마이다. 샤이나 마그다야오, 카를로 아키노, JC 데 베라, 데니스 로렐이 주연을 맡은 2017년 필리핀 드라마 TV 시리즈이다. 이 시리즈는 2017년 2월 13일부터 9월 8일까지 ABS-CBN의 카파밀리야 골드 오후 블록과 더 필리피노 채널에서 전 세계적으로 방영되어 1년간 진행된 도블레 카라를 대체하고 프로미스 오브 포에버로 대체되었다.

## 같이 보기
- ABS-CBN의 텔레비전 드라마 목록